# 사보섬

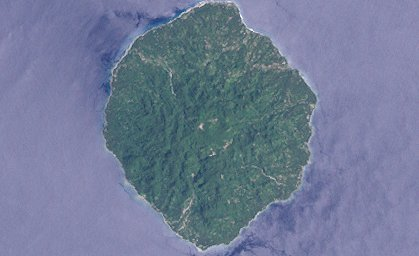

사보섬(Savo Island)은 솔로몬 제도의 화산섬으로, 과달카날섬 북단의 북동쪽에 위치한다. 행정 구역상으로는 중부주에 속하며 최고점은 해발 485m이다. 최근에 일어난 화산 폭발은 1835년과 1850년에 있었으며 그 전에는 1568년에 분화한 적이 있었다. 제2차 세계 대전 당시에 일어난 사보섬 해전으로 유명한 섬이다.